# Schizonycha diredauana
Schizonycha diredauana är en skalbaggsart som beskrevs av Moser 1917. Schizonycha diredauana ingår i släktet Schizonycha och familjen Melolonthidae. Inga underarter finns listade i Catalogue of Life.